# باشگاه فوتبال سیبائو
باشگاه فوتبال سیبائو یک تیم فوتبال حرفه‌ای دومینیکنی مستقر در سانتیاگو ده لوس کابایروس است. این تیم که در سال ۲۰۱۵ تأسیس شد، در لیگ فوتبال دومینیکن شرکت می‌کند.